# Gheorghe Popa (fizician)
Gheorghe Popa (n. 25 octombrie 1943, Moinești, Bacău, România) este fizician, fost profesor de fizica plasmei în cadrul Facultății de Fizică, Universitatea „Alexandru Ioan Cuza” din Iași. A ocupat funcțiile de prorector cu activități de cercetare (1990-2002 și 2004–2012) și rector (1992–2000) al Universității „Al. I. Cuza” din Iași. De asemenea, între 2003 și 2005, a fost secretar de stat cu probleme de cercetare în Ministerul Educației, Cercetării și Tineretului (MECT). Din acestă poziție a lansat un program pentru restructurarea sistemului pentru asigurarea literaturii științifice, program care a devenit operațional în 2013 prin activitatea Asociației „Anelis Plus” în cadrul căreia a fost realizat un sistem național pentru asigurarea accesului la literatura științifică internațională de specialitate, în format electronic, a membrilor comunității academice din România. A făcut parte din Consiliul Național de Evaluare Academică și Acreditare.
A primit Premiul „Constantin Miculescu” al Academiei Române pentru activitatea din anul 1989 și Ordinul Național „Steaua României” în grad de Ofițer (2000). În 1993 a primit titlul de Cetățean de onoare al orașului Omaha din Nebraska (SUA), iar în 1996 L'ordre des Palmes Academiques. A primit titlul de Doctor Honoris Causa al Universității „Alecu Ruso” din Bălți (Republica Moldova), Membru de Onoare al Universității din Augsburg (Germania) și pe cel de Profesor de Onoare al Universității Shizuoka (Japonia).